# Holíč

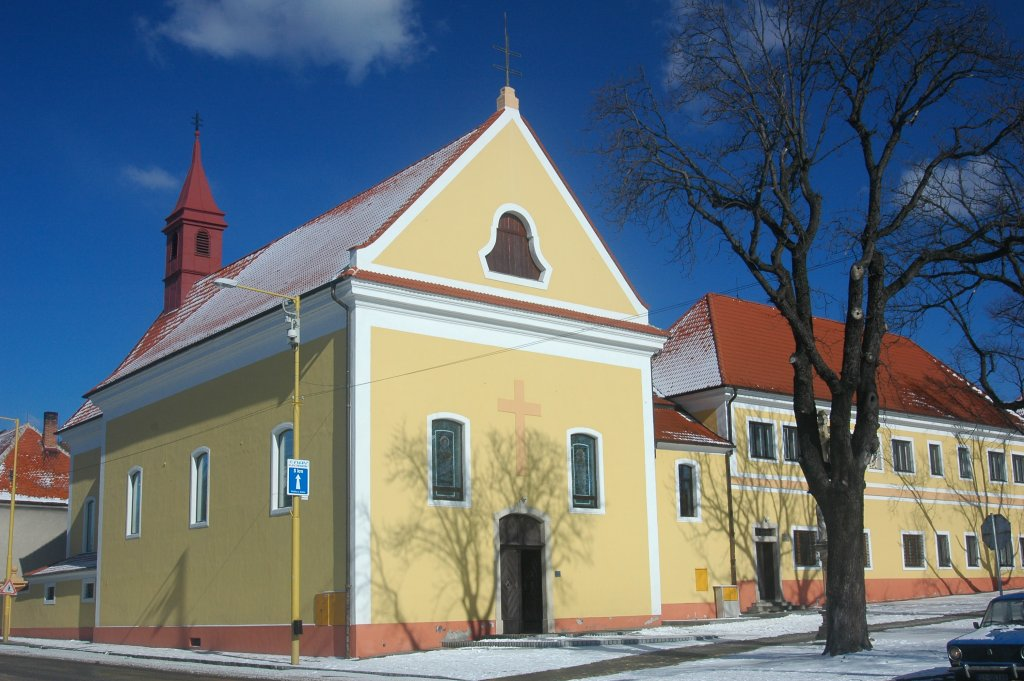
Kościół św. Martina

Holíč – miasto na Słowacji w kraju trnawskim; 11,3 tys. mieszkańców (2011). Pierwsza wzmianka o nim pochodzi z roku 1217.
W miejscowości znajduje się prawosławna cerkiew pw. Poczajowskiej Ikony Matki Bożej i Świętych Cyryla i Metodego.